# مدز آلبیک
مدز آلبیک (انگلیسی: Mads Albæk؛ زادهٔ ۱۴ ژانویهٔ ۱۹۹۰) بازیکن فوتبال اهل دانمارک است که در پست هافبک برای راندرس بازی می‌کند.
وی همچنین در تیم‌های ملی فوتبال زیر ۱۷ سال دانمارک، زیر ۱۹ سال دانمارک، و زیر ۲۱ سال دانمارک بازی کرده است.